# Gustav Dietzel
Gustav Dietzel (* 27. Februar 1827 in Altenburg; † 27. April 1864 in Kiel) war ein deutscher Rechtswissenschaftler und Hochschullehrer.

## Leben und Wirken
Gustav Dietzel studierte nach dem Besuch des Friedrichsgymnasiums in Altenburg seit 1846 an den Universitäten Leipzig und Jena Rechtswissenschaft und promovierte 1850 zum Dr. jur. an der Universität Jena. Im Jahre 1853 habilitierte er sich an der Universität Leipzig und lehrte dort zunächst als Privatdozent, seit 1855 als außerordentlicher Professor. 1862 wurde er als Ordinarius für Römisches Recht an die Christian-Albrechts-Universität zu Kiel berufen. Dort konnte er nur kurze Zeit wirken, er starb in Kiel bereits 1864. 
Dietzel ist der Vater des deutschen Sozialökonomen Heinrich Dietzel (1857–1935). 

## Schriften
- De actione funeraria commentatio. Leipzig 1853.
- Quaestio de mandato post mortem collato. Habilitationsschrift Universität Leipzig 1853.
- Das Senatus consultum Macedonianum. Eine civilistische Monographie. Hirzel, Leipzig 1856 (Volltext).